# 田中村 (岐阜県)
田中村（たなかむら）は、かつて岐阜県揖斐郡にあった村である。
現在の揖斐郡池田町田中に該当する。
池田郡の村であったが、後に揖斐郡の村となった。

## 歴史
- 1889年（明治22年）7月1日 - 町村制により田中村発足。
- 1897年（明治30年）4月1日[2] - 大野郡の一部と池田郡が合併して揖斐郡となる。
- 1897年（明治30年）4月1日 - 沓井村、粕河原村、脛永村と合併し、養基村発足。同日、田中村廃止。